# Trattato d'abaco de Piero della Francesca
Le Trattato d'abaco de Piero della Francesca est un recueil d'exercices d'arithmétique, d'algèbre et de géométrie destiné aux marchands. La datation en est incertaine, mais se situe entre les années 1460 et 1470.

## Introduction
Au XIIe siècle Leonardo Fibonacci introduisit en Italie le système de numération indo-arabe pour les chiffres, en remplacement de la notation romaine. Cette innovation simplifiait les calculs arithmétiques et ces règles ont immédiatement trouvé application dans les arithmétiques marchandes. Les commerçants de l'époque avaient besoin d'être versés en arithmétique pour calculer : prix d'achat, prix de vente, conversions entre différentes unités, car pratiquement chaque ville italienne avait son propre système de poids et mesures et sa propre monnaie. Les conversions exactes étaient de rigueur et les erreurs menaient à la faillite. Les marchands avaient aussi besoin de tenir une comptabilité rigoureuse.
Des scuole dell'abaco ou scuole d'abaco (écoles d'arithmétique) existaient à profusion et utilisaient les textes analogues Fibonacci : Liber abaci (1202) et Pratica geometriae (1220) pour instruire les élèves. Les fils de marchands apprenaient à faire des calculs (essentiellement des variantes de la règle de trois) et les trattati d'abaco (it) (manuels de comptabilité) consistaient en de longues listes de problèmes arithmétiques. Fils aîné de Benedetto de Francesci, un richissime marchand d'étoffes, Piero suivit aussi ces cours et le style de ses futurs textes mathématiques en est directement inspiré : peu de discours, beaucoup d'exemples numériques et des exercices à faire, allant progressivement du plus simple au plus compliqué.

Le premier paragraphe de son Trattato d'abaco est très explicite : 

« Esendo io pregato de dovere scrivere alcune cose de abaco necesarie a' mercanti da tale che i preghi suoi me sono conmandamenti, non conmo presuntuoso ma per ubidire me sforçaro con l'aiutorio de Dio, in parte sactisfare l'animo suo, cioè scrivendo alcune raigioni mercantesche conmo baracti, merriti e compagnie ; cominciando à la regula de le tre cose segundo positioni et, se a Dio piacerà, alcune cose de algebra. »

soit :

« Ayant été prié d'écrire quelque chose sur ce qui est nécessaire aux marchands, par quelqu'un dont les prières me sont commandement, je m'efforcerai, sans présomption, mais par obéissance, de satisfaire son esprit en partie, avec l'aide de Dieu, en écrivant sur les calculs commerciaux, les règles de troc, de partage et de compagnie  ; en commençant par la règle de trois suivant les positions, et s'il plaît à Dieu, un peu d’algèbre. »

Pour illustrer la méthode pédagogique de Piero, la première page est transcrite et traduite, en respectant son style laconique, dans la boîte déroulante ci-dessous.
Le blason sur le 1re folio identifie le commanditaire de l’œuvre comme un membre de la famille Pichi, de Borgo San Sepolcro. Il s'agissait sans doute d'un marchand important, mais aussi d'un homme s'intéressant à la mathématique, car les exercices de Piero dépassent de très loin les besoins d'une pratique commerciale.
On trouve des exercices sur la résolution d'équations du 3e, 4e et 5e degrés ; de nouveaux théorèmes de géométrie euclidienne ; une formule sur le volume d'un tétraèdre en fonction des longueurs des côtés, etc. Tous sont d'une grande originalité et sont l’œuvre d'un mathématicien exceptionnel, qui, malheureusement, travaillait seul. Ses travaux sont passés anonymement à la postérité grâce au plagiat de Luca Pacioli, qui les publiait sous son propre nom. Piero lui-même est tombé dans un oubli quasi-total  pendant près de 450 ans.

## Les pérégrinations du codex
Le seul codex connu du Trattato d'abaco se trouve à la Bibliothèque Laurentienne à Florence (MS. Ashburnham 280/359-291) et date d'environ 1470, mais il n'a été attribué à Piero seulement qu'en 1917.
Une édition critique et reproduction en facsimile du codex a été publiée en 2012 et une copie de chaque page du codex est visible sur Commons.
Giorgio Vasari (1550) dans son livre Les Vies des plus excellents peintres, sculpteurs, et architectes où il parle de Piero, affirme que des écrits de Piero se trouvaient à Borgo San Sepulcro, la ville dont Piero était originaire. La résidence de la famille nobiliaire Franceschi Marini est le Palazzo delle Laudi, à Sansepolcro, et on peut supposer que les textes de Piero étaient conservés dans sa bibliothèque. Deux indices confirment cette hypothèse : dans le Quarterly Review, no 131 de 1832 et dans l'édition du livre de Vasari avec notes par G. Marselli (1832-1838) il est affirmé que des manuscrits de Piero sont à ce moment-là présents dans la bibliothèque. Dennistoun, dans son livre Memoirs of the Dukes of Urbino publié en 1851, rapporte que les manuscrits ne sont plus dans la bibliothèque.
C'est alors qu'un personnage très haut en couleur entre en scène : Guillaume Libri, historien des sciences et mathématicien de renom, qui publie son Histoire des sciences mathématiques. Dans ce livre il publie la transcription d'une large partie (f. 62r-79v) de la section « algèbre » d'un Trattato d'abaco d'un auteur anonyme du XVe siècle, toscan d'origine, qui se trouvait dans sa collection personnelle. Or, ce manuscrit s'avère, beaucoup plus tard, être le Trattato d'abaco de Piero.
Il est à noter que Libri, en dehors de ses activités très respectables de savant et grâce à son appartenance à l'Académie des Sciences, avait accès à toutes les bibliothèques de renom en Europe. Il utilisait cette facilité pour constituer une collection impressionnante de livres rares et de manuscrits anciens tout simplement en les volant. Il fut au centre de plusieurs scandales retentissants.
Dans les années 1830, Libri était présent dans la région de San Sepulcro et la disparition des manuscrits suivie de l'apparition d'au moins un manuscrit de Piero dans sa collection sont très probablement liées aux méthodes « peu orthodoxes », comme disaient ses contemporains, pour agrandir sa collection.
En 1847 Libri vend une partie de sa collection de manuscrits au comte Bertram d'Ashburnham, un bibliophile londonien, qui les achète de bonne foi.
Après la mort de Bertram Ashburnham, en 1878, la totalité de sa collection est vendue et la Bibliothèque Laurentienne de Florence qui achète un lot de manuscrits italiens du XVe siècle, parmi lesquels se trouvait le Trattato d'abaco de Piero. C'est seulement en 1911 que le codex est répertorié et en 1917 que G. Mancini l'identifie formellement comme étant le Trattato d'abaco de Piero della Francesca et écrit de sa main.
Le vol du codex par Libri et sa publication d'extraits a permis une évaluation critique de la stature de Piero comme mathématicien, qui est parfaitement objective et « en aveugle ». Elle a été donnée par l'historien de mathématiques, Moritz Cantor, en 1892, quand il publie le tome II de son ouvrage magistral : Vorlesungen über Geschichte de Mathematik, pages 144-150. Uniquement avec les extraits publiés par Libri en 1840, Cantor est tellement impressionné par cet auteur anonyme qu'il lui consacre plus de place que tous ses contemporains ; il le décrit comme un grand arithméticien et, en se basant sur le dernier exercice sur des triangles, estime qu'il est très probablement un grand géomètre aussi.

## Le contenu duTrattato d'abaco
Le Trattato d'abaco est écrit en trois parties distinctes :

### Livre I
Le premier livre est très semblable à d'autres traités utilisés dans des scholia delle abacaos : l'arithmétique des fractions, suivie d'exercices utilisant la règle de trois, plus au moins difficiles.

### Livre II
Le deuxième livre est consacré à la tentative de résolution d'équations du 3e, 4e et 5e degrés.
Ce type d'équation arrive quand, étant donné le volume d'un polyèdre, tel qu'un Dodécaèdre régulier, il faut calculer la longueur du côté ou calculer le taux d'intérêt composé pour qu'un prêt d'une somme d'argent donné produit un retour donné.
Fibonacci avait désigné six types d'équations polynomiales qui savait résoudre ; dans la classification de Piero il existe 55 types, avec des exemples numériques de leur solution. Ce sont ces problèmes que Libri a publié dans son Histoire des sciences mathématiques et qui a tellement impressionné Moritz Cantor.
Les exemples et sa classification des problèmes par Piero dépassent largement le cadre d'une scolia della'abaco. Son traitement était innovant pour le XVe siècle mais nécessairement incomplet. Pour les équations du 3e et 4e degrés des solutions seront trouvées par Cardan et Tartaglia au XVIe siècle. Le problème sera complètement résolu seulement au XIXe siècle avec les travaux d'Évariste Galois.

### Livre III
| - Un polyèdre d'Archimède (f.108v) |

Le troisième livre, sur la géométrie des solides, était beaucoup plus avancé que les traités de ses contemporains et que ceux d'Euclide.
Dans les autres Trattato d'abaco de l'époque, le traitement de la géométrie est assez simple et les calculs d'aires et volumes concernent des objets de la vie courante : surface de terrains agricoles, coffres, puits, colonnes, tours, etc. Chez Piero y a seulement deux problèmes « pratiques » avec des objets courants ; dans le reste de cette partie de l'ouvrage, Piero traite exclusivement des propriétés de polygones et polyèdres abstraits.
Cette partie du Trattato d'abaco sera réécrit et considérablement augmenté, vers 1480, pour devenir son Libellus de quinque corporibus regularibus.
Les deux premières sections traitent de la géométrie plane (f.80.r - f.104.v) et de la géométrie à trois dimensions (f.105.r - f.120.v). Les résultats de la première section sont les fondements des démonstrations stéréométriques de la deuxième section. Puis, suivant le plan d'Euclide, il étudie les calculs associés des  Cinq solides de Platon (tétraèdre, cube, octaèdre, icosaèdre et dodécaèdre). Piero redécouvre certains polyèdres d'Archimède.
Piero et la divine proportion : D'abord le terme divine proportion semble être introduit par Luca Pacioli en 1509 pour des raisons plus au moins mystiques et a été repris au XIXe siècle sous le nom section dorée et au XXe siècle pour des concepts esthétiques comme de modulor. Piero est très terre-à-terre. Il suit Fibonacci et Euclide et appelle la division d'un segment de cette façon « extrême et moyenne raison ». Comme Euclide, Piero et Fibonacci traitent cette proportion comme une des façons de diviser un segment et ils ne l'attribuent aucun caractéristique extraordinaire.
La division est la suivante : Le segment {\displaystyle ABC} : {\displaystyle A}______________{\displaystyle B}_____________________{\displaystyle C} est tel que {\displaystyle {\frac {BC}{AC}}={\frac {AB}{BC}}}.
Elle apparaît dans les œuvres de Piero, Fibonacci et Euclide dans l'étude des pentagones : 
- Trouvez la longueur du côté et l'aire d'un pentagone inscrit dans un cercle de diamètre 10.
- La longueur du côté d'un pentagone est égal à la longueur du plus grand segment de la corde du pentagone quand celle-ci est divisée en «  extrême et moyenne raison  ». (f.90.r-v)
- Des problèmes concernant le dodécaèdre (f.110.r) dérivent directement des problèmes sur des pentagones.